# Monel
Monel este un tip  de aliaj al nichelului, compus în principal din acest metal (în procent minimum 63%), cupru (între 29% și 34%) și cantități mici de fier, mangan, carbon și siliciu. Aliajele de acest tip sunt mai rezistente la coroziune decât nichelul metalic și se pot fabrica rapid. Aliajul a fost patentat în anul 1906.